# Kodeks 087
Kodeks 087 (Gregory-Aland no. 087), ε 27 (von Soden) – grecki kodeks uncjalny Nowego Testamentu na pergaminie, paleograficznie datowany na VI wiek. Dwie karty kodeksu przechowywane są w Rosyjskiej Bibliotece Narodowej w Petersburgu, pozostałe w Klasztorze Świętej Katarzyny na Synaju. Rękopis zachował się we fragmentarycznej kondycji, poszczególne jego partie odkrywane były kilkakrotnie na Synaju.
Rękopis cytowany jest w krytycznych wydaniach greckiego Nowego Testamentu, a jego tekst zaliczany jest do II kategorii Alanda.

## Opis
Do dziś zachowały się jedynie 3 karty kodeksu (34 na 26 cm), klasyfikowanych jako 087, z tekstem Ewangelii Mateusza (1,23-2,2; 19,3-8; 21,19-24) Ewangelii Jana (18,29-35). Tekst pisany jest jedną kolumną na stronę, 18 linijek w kolumnie. Litery są wielkie i grube, kształty liter są podobne do Codex Petropolitanus Purpureus. Według J. Rendel Harrisa oryginalny kodeks musiał być pięknym rękopisem.
Tekst dzielony jest według Sekcji Ammoniusza, których numery umieszczono na marginesie tekstu, wraz z odniesieniami do Kanonów Euzebiusza, w czerwonym kolorze.
Stosuje inicjały, punktację, dierezę, stosuje skróty. Zawiera błędy itacyzmu (np. εχεται zamiast εχετε). Akcenty zostały dodane przez późniejszą rękę.

## Tekst
Gregory uznał, że kodeks przekazuje „dobry tekst” (tzn. wartościowy z punktu widzenia historii tekstu Nowego Testamentu), według Scrivenera jest bliski dla kodeksu N. Kurt Aland grecki tekst kodeksu zaklasyfikował do kategorii II, a to oznacza, że reprezentuje on aleksandryjską tradycją tekstualną, z pewnymi naleciałościami obcych tradycji tekstualnych. Jednak w wydaniu Nestle-Alanda, w którym kodeks cytowany jest 11-krotnie, warianty kodeksu są zawsze zgodne z tradycją bizantyjską. Zaliczenie kodeksu do II kategorii Alanda jest więc niejasne.
W Mt 1,24 przekazuje wariant διεγερθεις zamiast εγερθεις; wariant jest wspierany przez C D L W f13 33.
Mt 1,25 υιον ] τον υιον αυτης τον πρωτοτοκον (syna jej pierworodnego) – wariant wspierany przez 04, 05, 019, 032, f13.
W Mk 12,33 zawiera dodatek και εξ ολης της ψυχης (z całej duszy) obcy dla aleksandryjskiej tradycji tekstualnej. Dodatek ten zawiera też Kodeks Aleksandryjski, rękopisy rodziny Ferrara oraz rękopisy tradycji bizantyńskiej.

## Historia
Tischendorf datował kodeks na VI wiek, Harris na VI wiek. Obecnie INTF datuje rękopis na VI wiek.
Kodeks został odkryty przez arcybiskupa Porfiriusza (Uspienskiego), podczas jego wizyty na Synaju. Przywiózł on jedną kartę kodeksu do Petersburga w 1858 roku (zawiera tekst J 18,29-35). Inną kartę kodeksu przywiózł Tischendorf w 1859 roku (zawiera tekst Mt 21,19-24). Tischendorf zbadał przywiezioną przez siebie kartę i sporządził krótki jej opis. Tischendorf cytuje kodeks w VII wydaniu swego Nowego Testamentu (oznacza przy pomocy siglum N). Kartę tę badał następnie Eduard de Muralt, który zacytował dwa jej warianty tekstowe (ΧΧΙ,19 – ΧΡΗΜΑΗΣΥ ΚΕΚΑΙ; 23 – ΥΜΙΝΕΡΩ ΕΝ ΠΟΙΑ).
F. H. A. Scrivener oznaczał fragment petersburski przy pomocy siglum Θc. Gregory w 1908 roku dał mu siglum 087. Partię petersburską ponownie zbadał Kurt Treu w 1966 roku. Po dziś dzień przechowywana jest w Rosyjskiej Bibliotece Narodowej, a jej poszczególne karty, noszą numery katalogowe „Gr. 12" oraz „Gr. 278”.
W grudniu 2000 i styczniu 2001 David C. Parker dokonał transkrypcji fragmentu petersburskiej partii, zawierającego tekst Ewangelii Jana (18,29-35) w oparciu o fotografie przechowywane przez INTF. W czerwcu 2001 Parker porównał transkrypcję z rękopisem. Partię petersburską ponownie badał Pasquale Orsini (wyłącznie z paleograficznego punktu widzenia).
J. Rendel Harris w 1899 roku odkrył na Synaju inny fragment tego rękopisu. Karta została później skatalogowana jako 092b, zawiera tekst Ewangelii Marka (12,32-37). J. Rendel Harris opublikował jego tekst w 1890 roku. Początkowo oznaczany był przy pomocy siglum {\displaystyle \daleth }11. W 1908 Gregory dał mu siglum 092. Później okazało się, że Harris błędnie uznał dwie różne karty za ten sam rękopis. 092 oznakowano nowymi siglami – 092a i 092b. 092b należał do 087, natomiast 092a należał do 089.
Kolejny fragment rękopisu odkryty został przez Irving Alan Sparks, który badał lekcjonarz ℓ 852 (Gregory-Aland). Fragment zawiera tekst Ewangelii Mateusza (1,23-2,2), włączony został później do lekcjonarza i był traktowany jako jego część. Przechowywany jest w Klasztorze Świętej Katarzyny (Gr. 218) na Synaju.
Ponownie na Synaju, wśród tekstów syryjskich, odkryto trzy kolejne karty kodeksu z tekstem Ewangelii Jana 19,24-26; 20,17-20; 21,20-23. Partia ta trzymana jest w bibliotece klasztornej pod numerem Syr. 1018.
Rękopis cytowany jest w krytycznych wydaniach greckiego tekstu Nowego Testamentu, zarówno jako 087, jak i 092a (NA26, NA27, UBS3, UBS4). 27 wydanie Nestle-Alanda (NA27), które wśród greckich rękopisów NT wprowadziło rozróżnienie na świadków I i II rzędu, cytuje go jako świadka I rzędu.